# Leukoencefalopatia podkorowa
Leukoencefalopatia podkorowa (choroba Binswangera, ang. Binswanger's disease, subcortical leukoencephalopathy, subcortical arteriosclerotic encephalopathy) – rzadko rozpoznawana postać otępienia naczyniopochodnego. Na obraz kliniczny choroby Binswangera składają się zespół otępienny, objawy ogniskowe, częste są napady padaczkowe. Niemal wyłącznie dotyczy pacjentów z nadciśnieniem tętniczym; częstsza jest u mężczyzn. W tomografii komputerowej stwierdza się symetryczne ogniska hipodensyjne w istocie białej (leukoarajoza).
Pierwszy jednostkę chorobową opisał Otto Binswanger w 1894 roku. Alois Alzheimer wprowadził eponim choroby Binswangera w 1902. Olszewski w 1962 przedstawił obszerny opis zespołu. Obecnie pojęcia używa się stosunkowo rzadko, przez niektórych uważane jest za nieprecyzyjne.